# Caso Naseiro
El caso Naseiro fue un caso de corrupción del Partido Popular de España que fue conocido poco después de la llegada de José María Aznar a la presidencia del partido en 1989. Un juez instructor de Valencia (Juez Manglano) dictó un auto de procesamiento contra varios miembros del Partido Popular entre los que se encontraban su tesorero Rosendo Naseiro y Ángel Sanchís Perales, diputado por Valencia y también antiguo tesorero del partido.

## Historia
El procesamiento de estos miembros del Partido Popular tuvo lugar tras haberse realizado escuchas telefónicas a otro miembro del partido, el concejal de Valencia, Salvador Palop, cuyo hermano estaba siendo investigado por narcotráfico. Estas escuchas descubrieron un supuesto caso de financiación ilegal del Partido Popular y de enriquecimiento personal de algunos implicados.
El caso Naseiro convirtió 1990 en un calvario para José María Aznar que, teniendo un precedente de lo sucedido en el PSOE, realizó una investigación dentro de su partido y solicitó que se abriera una comisión de investigación en el Congreso. La crisis hizo que varios miembros del Partido Popular fueran expulsados de éste, e incluso se pidió la expulsión de Eduardo Zaplana el cual posteriormente llegaría a ser presidente de la Generalidad Valenciana y ministro del último gobierno de Aznar.
El caso Naseiro llegó al Tribunal Supremo en 1992, debido a la condición de diputado de Ángel Sanchis Perales y de Pedro Agramunt, Presidente del PPCV, donde quedó archivado a causa de algunas irregularidades en la instrucción del sumario: Las escuchas telefónicas se habían ordenado para investigar únicamente el caso de narcotráfico y, por tanto, su utilización en el presunto delito de financiación ilegal no gozaba de supervisión judicial. El tribunal ordenó la posterior destrucción de las cintas inculpatorias con las conversaciones de los implicados. No obstante, las grabaciones se pueden leer en las hemerotecas dado su valor histórico, aunque jurídicamente carecen de valor probatorio.
A pesar de este asunto, la imagen de José María Aznar en la política nacional no se vio deteriorada, al no tener él mismo implicación conocida en el asunto. Se consolidaron su poder dentro del Partido Popular, su imagen como líder de la oposición y la de su partido como alternativa de gobierno, no quedando jurídicamente manchadas por el escándalo, así como las escuchas telefónicas anuladas por la ilegalidad vigente cometida al obtenerlas, y determinada frase Estoy en la política para forrarme de Vicente Sanz (expresidente de la Diputación de Valencia, perteneciente al Partido Popular) en una conversación con Eduardo Zaplana.

### Vinculación con el caso Gürtel
La imputación de Ángel Sanchís Perales en el caso Gürtel ha acabado dando numerosos indicios de vinculación con el caso Naseiro.